# Ziepra
Die Ziepra ist ein Fluss im Landkreis Jerichower Land in Sachsen-Anhalt, der nördlich von Göbel entspringt und bei Vehlitz in die Ehle mündet.

## Geografie
Die Ziepra ist ein linker Nebenfluss der Ehle und entspringt in mehreren Armen rund um Göbel. Sie fließt anschließen westwärts. Östlich von Ladeburg wird sie zum Rückhaltebecken Ladeburg angestaut. Anschließend fließt sie weiter westwärts, bis sie bei Vehlitz in die Ehle mündet.